# Carole Bouquet
Pour les articles homonymes, voir Bouquet.
Carole Bouquet est une actrice française, née le 18 août 1957 à Neuilly-sur-Seine.
Révélée au cinéma en 1977 dans le film Cet obscur objet du désir de Luis Buñuel, elle remporte en 1990 le César de la meilleure actrice pour son rôle dans Trop belle pour toi de Bertrand Blier. En 1986 et 1990, elle est également l’égérie de la marque Chanel et incarne durant cette période, l’image du parfum No 5 dans deux spots publicitaires, réalisés par Ridley Scott, puis Bettina Rheims.

## Biographie

### Jeunesse, formation et débuts
Âgée de 3 ans, Carole Bouquet est séparée de sa mère qui part refaire sa vie dans le Sud. Elle est élevée avec sa sœur aînée Laurence par leur père, Robert Bouquet, ancien centralien et ingénieur dans le BTP.
À l'âge de 10 ans, elle rejoint une communauté de sœurs dominicaines, dont elle estime avoir reçu une éducation « basée sur le mérite et l’humilité ».
Lors d'entretiens publiés ultérieurement, elle juge sa jeunesse non pas malheureuse mais ennuyeuse. Elle indique toutefois que son père, avare de paroles, l'a aidée à se construire : « Le regard d'un père vous construit. Je pense que les femmes sont protégées par un père aimant. » Elle affirme aussi : « Je n'ai pas appris à être une femme, mais j'ai appris l'indépendance. » Elle se rend régulièrement à Genève pour voir son oncle Marc Bonnant, avocat genevois, et sa tante Marianne.
Après de brèves études à la Sorbonne, elle se lance dans une carrière de comédienne. En 1976, elle est reçue au Conservatoire d'art dramatique de Paris pour y suivre un cycle d’études de trois ans. Au cours de la première année, elle fait la connaissance du réalisateur Luis Buñuel en passant un casting,.

### Carrière
La carrière de Carole Bouquet débute en 1977 avec La Famille Cigale, un feuilleton télévisé de Jean Pignol décrivant une famille de comédiens sur quatre générations.

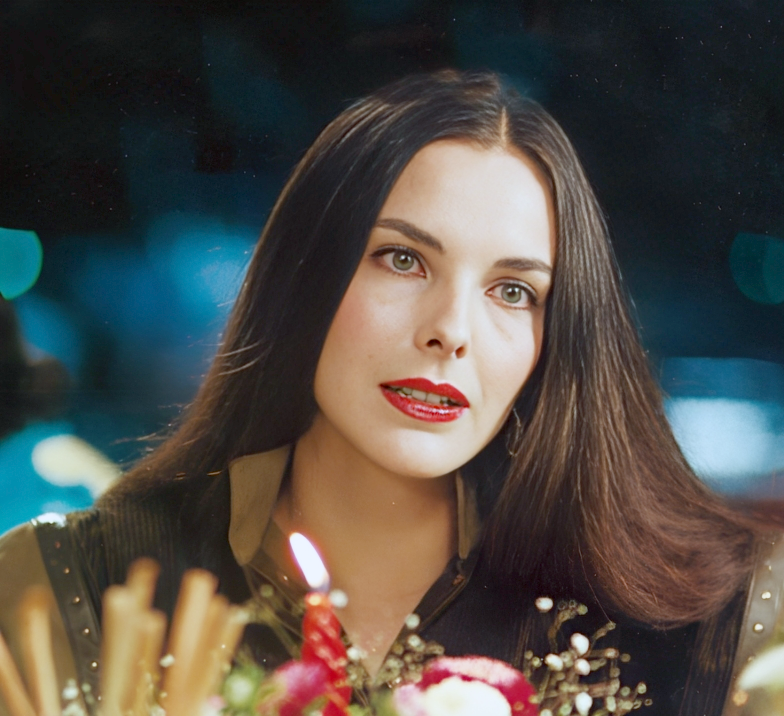
Carole Bouquet en 1982 dans la comédie italienne Bingo Bongo.

Appréciée pour sa beauté, elle est remarquée par Luis Buñuel. Le réalisateur la fait débuter au cinéma, en 1977, dans l'un des films considérés comme classiques du surréalisme, Cet obscur objet du désir. Pour ce long métrage, elle partage l'interprétation du rôle principal de Conchita avec Ángela Molina. Cité aux Césars, le film devient culte. En 2005, elle déclare : « C'est avec Buñuel que ma vie a basculé. […] Il me parlait de ma vie. Je le prenais pour un devin alors que c'était tout simplement un monsieur qui avait 77 ans et qui lisait très clairement à travers une jeune fille de 18 ans. » Sa prestation est saluée des deux côtés de l’Atlantique et son image d’« icône à la beauté glacée » naît avec cette première apparition.
Elle part ensuite pour New York afin de perfectionner son anglais. Chaperonnée par Andy Warhol et Peter Beard, elle vit en colocation avec l'actrice Clio Goldsmith. À son retour en France, elle enchaîne plusieurs tournages parmi lesquels Buffet froid de Bertrand Blier, sorti en 1979, avec comme partenaire Gérard Depardieu.
En 1978, elle refuse d'incarner une James Bond girl dans Moonraker de Lewis Gilbert, sorti en 1979. Mais elle accepte de jouer aux côtés de Roger Moore dans le film suivant, Rien que pour vos yeux de John Glen, qui la fait connaître du grand public en 1981, en France comme à l'étranger. Par la suite, elle regrettera d'avoir accepté ce rôle de Bond girl.

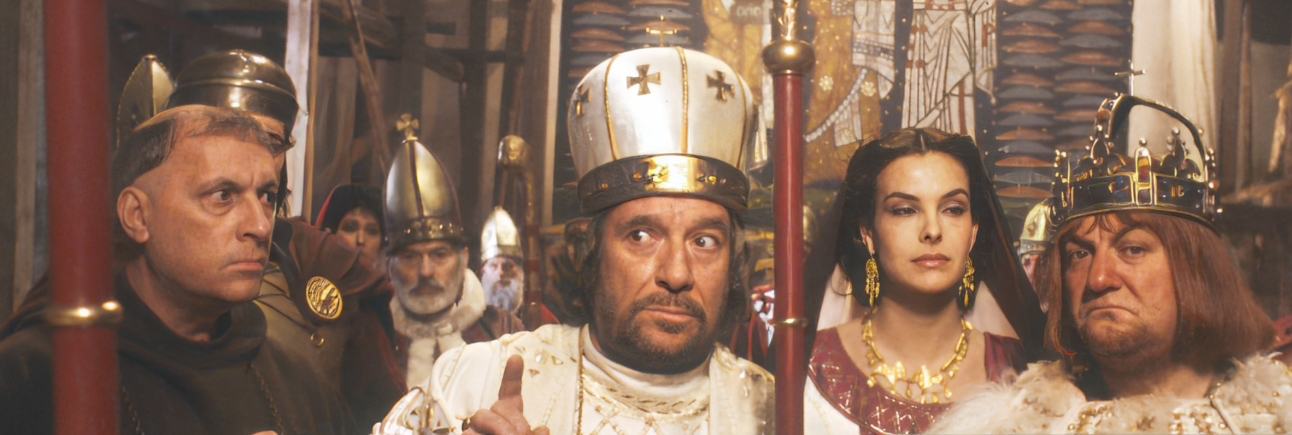
Carole Bouquet aux côtés de Michel Serrault, Ugo Tognazzi et Coluche lors du tournage du film Le Bon Roi Dagobert (1984).

En 1984, elle est nommée au César de la meilleure actrice dans un second rôle dans Rive droite, rive gauche de Philippe Labro, à nouveau aux côtés de Gérard Depardieu. Elle le retrouve en 1989, pour le film Trop belle pour toi de Bertrand Blier ; ce rôle lui vaut le César de la meilleure actrice.
En 1994, elle joue son propre rôle dans Grosse fatigue de Michel Blanc. En 1997, elle interprète une Lucie Aubrac passionnée dans le film biographique Lucie Aubrac de Claude Berri, aux côtés de Daniel Auteuil.
Au théâtre, elle joue notamment en 2002 dans Phèdre, mis en scène par Jacques Weber, et en 2008 dans Bérénice, mis en scène par Lambert Wilson.
La même année, elle interprète le rôle de madame Drohne dans le film Les Enfants de Timpelbach de Nicolas Bary.
À la télévision, elle apparaît notamment en 2004 dans la série Sex and the City (épisode Une Américaine à Paris - 2e partie) et en 2021 dans la série En thérapie.

### Vie privée

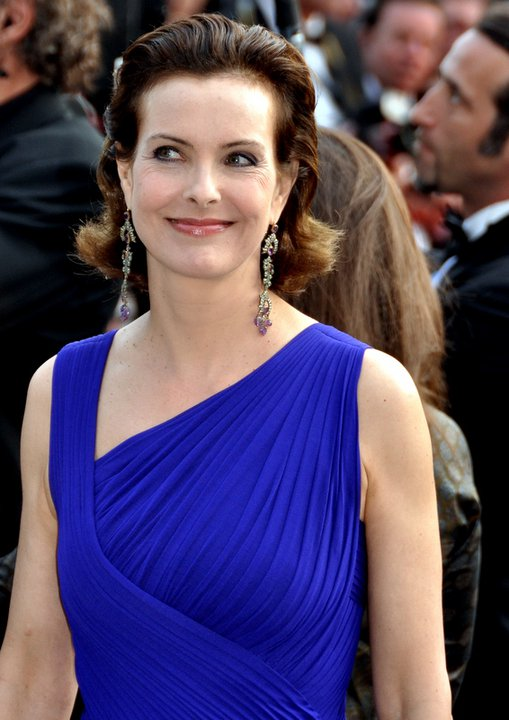
Carole Bouquet au Festival de Cannes 2011.

Entre 1978 et 1985, Carole Bouquet est la compagne du producteur Jean-Pierre Rassam (beau-frère de Claude Berri), dont elle a un fils, le producteur Dimitri Rassam, né en 1981. Jean-Pierre Rassam meurt prématurément en janvier 1985 à l'âge de 43 ans.
Avec le réalisateur et photographe Francis Giacobetti, elle a un autre fils, Louis, né en 1987. De 1992 à 1996, elle est l'épouse du chercheur Jacques Leibowitch, spécialiste du sida. En 1996, elle se lie avec l'acteur Gérard Depardieu ; ils se séparent en 2005.
En mai 2014, elle apparaît au Festival de Cannes avec Philippe Sereys de Rothschild, fils de Philippine de Rothschild et de Jacques Sereys, officialisant ainsi sa nouvelle relation.
Elle n'a aucun lien de parenté avec le comédien français Michel Bouquet.

## Maître de cérémonie et jurée

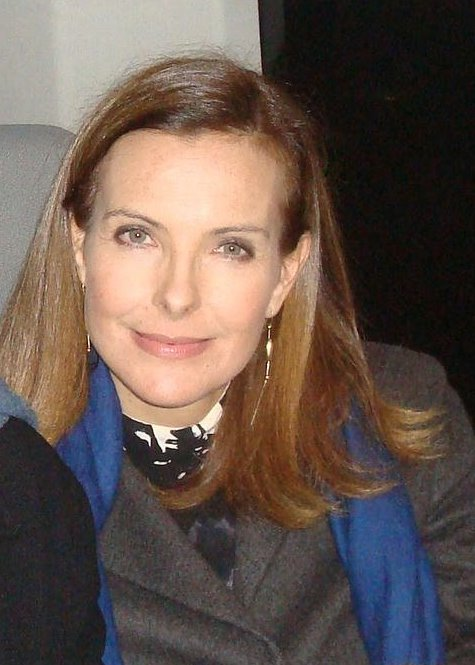
Carole Bouquet en 2008.

- En 1995, Carole Bouquet est maîtresse de cérémonie du 48e festival de Cannes[3],[7].
- En 1999, elle est jurée au 4e festival international du film de Shanghai.
- En 2008, elle préside le jury du 34e Festival du cinéma américain de Deauville.
- En mai 2014, elle est membre du jury des longs métrages au 67e festival de Cannes[7], présidé par Jane Campion.
- Du 30 mars au 4 avril 2022, elle est l'un des deux invités d'honneur (l'autre étant Béla Tarr) de la 9e édition du festival « Toute la mémoire du monde » organisé par la Cinémathèque française.

### Autres activités
En 1986, Carole Bouquet devient l’égérie de la marque de luxe Chanel et incarnera jusqu'aux années 1990 l’image du parfum No 5. La photographie publicitaire est réalisée par Michel Comte (en) en 1987.
Depuis la fin des années 1990, elle possède une propriété sur l'île de Pantelleria, au large de la Sicile, qu'elle a découverte grâce à Isabella Rossellini. Depuis 2005, elle y possède et fait exploiter des vignes dévolues à la production de passito, un vin doux (ce pourquoi on[évasif] lui prête, et totalement à tort, des origines siciliennes). Ce vignoble produit 14 000 bouteilles de 50 cl par an sous la marque « Sangue d'Oro ». C'est sa rencontre avec Claude Boudamani, un œnologue, qui a été le facteur déclenchant. Elle fait appel aux services de Dott Donato Lanati, un conseiller en viticulture et vinification. En 2023, elle est élue « Personnalité de l'année » par La Revue du vin de France.[réf. souhaitée]
En 2005, elle crée le festival de cinéma « Un réalisateur dans la ville » à Nîmes, avec Gérard Depardieu et Jean-Claude Carrière. Ce festival a lieu chaque été et présente pendant une semaine cinq films d'un réalisateur, en compagnie de ce dernier et de ses acteurs. Il a lieu en plein air dans les jardins de la Fontaine à Nîmes, fin juillet.[réf. souhaitée]

### Engagements
En novembre 2007, aux côtés de Josiane Balasko et en soutien à la fédération Droit au logement, Carole Bouquet lance un appel médiatisé au gouvernement, puis pilote une longue médiation sociale pour des familles africaines mal logées de la rue de la Banque à Paris.
Elle est, depuis 1985, la porte-parole de la fédération La Voix de l'Enfant. Elle la contacte à la suite d'une projection du film La Déchirure qui l'a bouleversée.
Elle est, depuis 1998, l'ambassadrice de la fondation PlaNet Finance.
En septembre 2018, à la suite de la démission de Nicolas Hulot de sa fonction de ministre de l'Environnement, elle cosigne une tribune contre le réchauffement climatique intitulée « Le plus grand défi de l’histoire de l’humanité : l’appel de 200 personnalités pour sauver la planète », qui paraît en une du journal Le Monde.
Elle soutient Emmanuel Macron lors de l'élection présidentielle de 2022.
En décembre 2023, elle est signataire de la tribune en soutien à Gérard Depardieu alors accusé de viol, agression sexuelle et harcèlement sexuel. Elle indique ensuite être « profondément mal à l’aise » d'avoir, par sa signature, mis en avant l'auteur de la tribune, Yannis Ezziadi.

### Affaire des écoutes de l'Élysée
Entre janvier et février 1985, les deux lignes téléphoniques du domicile parisien de Carole Bouquet ont été placées sur écoute par l'Elysée, durant l'affaire des écoutes de l'Élysée, sous le premier septennat de François Mitterrand. Ces écoutes visaient en réalité son compagnon de l'époque, Jean-Pierre Rassam, producteur de cinéma mort la même année,.

## Filmographie

### Cinéma

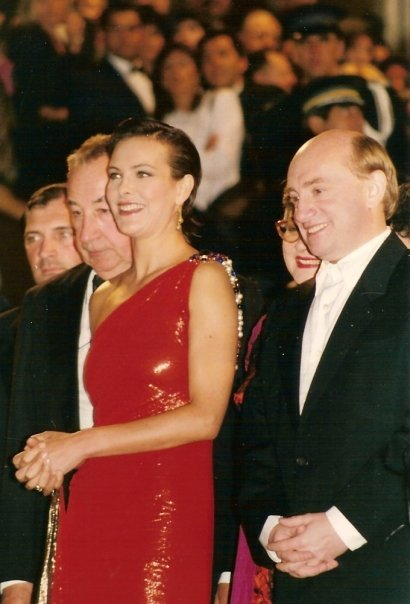
Carole Bouquet au Festival de Cannes 1994 aux côtés de Michel Blanc, Philippe Noiret et Josiane Balasko.

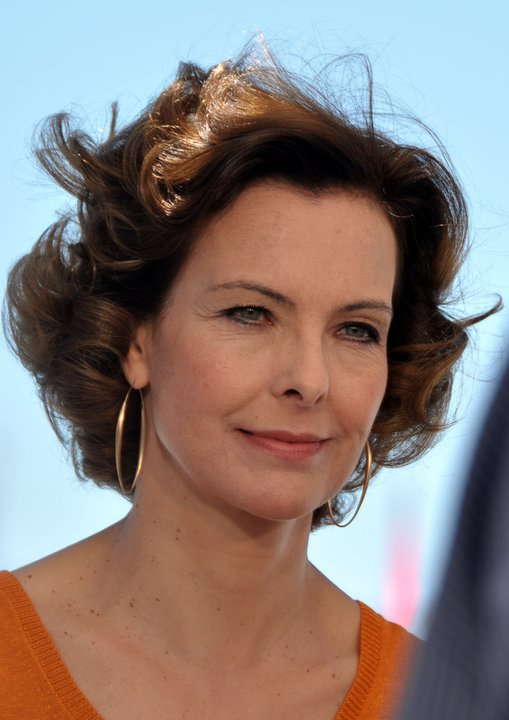
Carole Bouquet au Festival de Cannes 2011.

#### Années 1970
- 1977 : Cet obscur objet du désir (Ese oscuro objeto del deseo) de Luis Buñuel : Conchita (rôle partagé avec Angela Molina)
- 1979 : Buffet froid de Bertrand Blier : la jeune femme
- 1979 : Le Manteau d'astrakan  (Il cappotto di Astrakan) de Marco Vicario : Valentine

#### Années 1980
- 1980 : Blank Generation d'Ulli Lommel : Nada
- 1981 : Le Jour des idiots (Tag der Idioten) de Werner Schroeter : Carole
- 1981 : Rien que pour vos yeux (For Your Eyes Only) de John Glen : Melina Havelock
- 1982 : Bingo Bongo de Pasquale Festa Campanile : Laura
- 1983 : Mystère de Carlo Vanzina : Mystère
- 1984 : Le Bon Roi Dagobert de Dino Risi : Héméré
- 1984 : Nemo d'Arnaud Sélignac : Rals-Akrai
- 1984 : Rive droite, rive gauche de Philippe Labro : Babée Senanques
- 1985 : Spécial Police de Michel Vianey : Isabelle Rodin
- 1986 : Double messieurs de Jean-François Stévenin : Hélène
- 1986 : Le Mal d'aimer (La coda del diavolo) de Giorgio Treves : Eléonore
- 1987 : Jenatsch de Daniel Schmid : Lucrezia von Planta
- 1989 : Bunker Palace Hôtel d'Enki Bilal : Clara
- 1989 : Trop belle pour toi de Bertrand Blier : Florence Barthélémy / la voisine de Colette
- 1989 : New York Stories, segment La Vie sans Zoé (Life Without Zoë) de Francis Ford Coppola : la princesse Soroya

#### Années 1990
- 1991 : Contre l'oubli, sketch de Jean-Loup Hubert : elle-même
- 1991 : Donne con le gonne de Francesco Nuti : Margherita
- 1993 : Tango de Patrice Leconte : la femme vedette
- 1994 : D'une femme à l'autre (A Business Affair) de Charlotte Brändström : Kate Swallow
- 1994 : Grosse Fatigue de Michel Blanc : elle-même
- 1996 : Poussières d'amour (Abfallprodukte der Liebe) de Werner Schroeter : l'interviewée
- 1997 : Lucie Aubrac de Claude Berri : Lucie Aubrac
- 1998 : En plein cœur de Pierre Jolivet : Viviane Farnese
- 1999 : Un pont entre deux rives de Frédéric Auburtin et Gérard Depardieu : Mina

#### Années 2000
- 2000 : Le Pique-nique de Lulu Kreutz de Didier Martiny : Anna Ghirardi
- 2001 : Wasabi de Gérard Krawczyk : Sofia
- 2002 : Blanche de Bernie Bonvoisin : Anne d'Autriche
- 2002 : Embrassez qui vous voudrez  de Michel Blanc : Lulu
- 2003 : Bienvenue chez les Rozes de Francis Palluau : Béatrice
- 2004 : Feux rouges de Cédric Kahn : Hélène
- 2004 : Les Fautes d'orthographe de Jean-Jacques Zilbermann : Geneviève Massu
- 2005 : Travaux de Brigitte Roüan : Chantal Letellier
- 2005 : L'Enfer de Danis Tanović : Marie, la mère
- 2005 : Nordeste de Juan Solanas : Hélène
- 2006 : Aurore de Nils Tavernier : la reine
- 2006 : Un ami parfait de Francis Girod : Anna
- 2007 : Si c'était lui… d'Anne-Marie Étienne : Hélène
- 2008 : Les Enfants de Timpelbach de Nicolas Bary : madame Drohne
- 2008 : Les Hauts Murs de Christian Faure : la mère de « Fil de fer »
- 2009 : Je vais te manquer d'Amanda Sthers : Julie

#### Années 2010
- 2010 : Protéger et servir d'Éric Lavaine : Aude Lettelier
- 2010 : Libre échange de Serge Gisquière : Marthe
- 2011 : Impardonnables d'André Téchiné : Judith
- 2012 : Mauvaise Fille de Patrick Mille : Alice
- 2014 : Une heure de tranquillité de Patrice Leconte : Nathalie
- 2018 : Voyez comme on danse de Michel Blanc : Lucie
- 2019 : Chambre 212 de Christophe Honoré : Irène

#### Années 2020
- 2020 : Boutchou d'Adrien Piquet-Gauthier : Paula
- 2021 : Les Fantasmes de David et Stéphane Foenkinos : Marie
- 2022 : Tempête de Christian Duguay : Monica
- 2023 : Captives d'Arnaud des Pallières : Hersilie

### Télévision
- 1977 : La Famille Cigale de Jean Pignol (mini-série) : Béatrice Damien-Lacour
- 1977 : Les Rebelles de Pierre Badel (téléfilm) : Nilca
- 1979 : L'Œil de la nuit, épisode Le Vin des Carpathes de Jean-Pierre Richard : Lena
- 1997 : Le Rouge et le Noir de Jean-Daniel Verhaeghe (téléfilm) : Louise de Rénal
- 2000 : Bérénice de Jean-Daniel Verhaeghe (téléfilm) : Bérénice
- 2001 : Madame de... de Jean-Daniel Verhaeghe (téléfilm) : « Madame de »
- 2002 : Ruy Blas de Jacques Weber (téléfilm) : la Reine
- 2004 : Sex and the City, saison 6, épisode 20 An American Girl in Paris : Part 2 de Timothy Van Patten : Juliet
- 2014-2016 : Les Hommes de l'ombre, saison 2 et 3 : Élisabeth Marjorie
- 2014 : Rosemary’s Baby d'Agnieszka Holland (mini-série) : Margaux Castevet
- 2017 : La Mante d'Alexandre Laurent (mini-série) : Jeanne Deber
- 2020 : Grand Hôtel de Yann Samuell et Jérémy Minui (mini-série) : Agnès Vasseur
- 2020 : I love you coiffure de Muriel Robin (téléfilm) : Caroline
- 2021-2022 : En thérapie, saison 1, épisodes Esther de Mathieu Vadepied, saison 2 épisode 15 : Esther Gaget
- 2022 : Ils s'aiment...enfin presque ! d'Hervé Brami : Delphine
- 2023 : Icon of French Cinema de Judith Godrèche : elle-même
- 2023 : Escort Boys (série télévisée) de Ruben Alves : Catherine
- 2024 : La Maison : Diane Rovel
- 2024 : Cat's Eyes d'Alexandre Laurent : Hélène Durrieux

## Théâtre

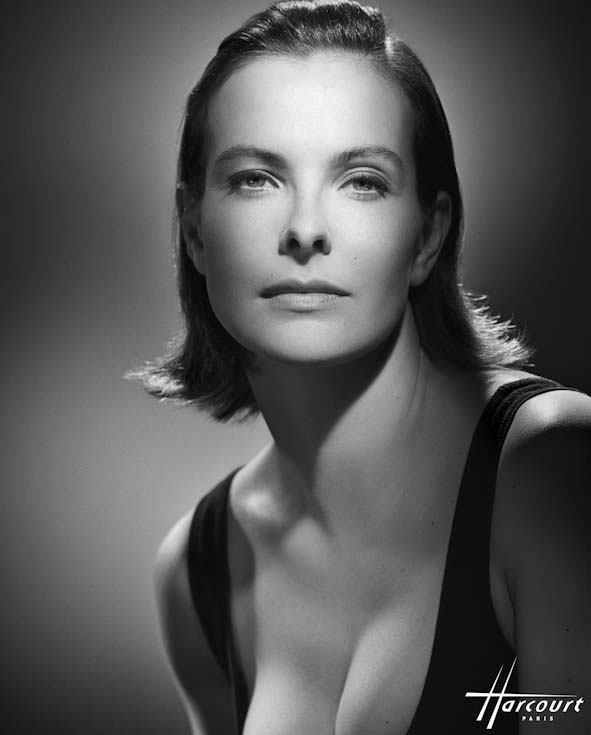
Carole Bouquet photographiée en 1995 par le studio Harcourt.

- 1992 : C'était hier d'Harold Pinter, mise en scène Sami Frey, Théâtre Hébertot
- 2002 : Phèdre de Racine, mise en scène Jacques Weber,Théâtre de Nice, Théâtre Déjazet
- 2008 : Bérénice de Racine, mise en scène Lambert Wilson, Théâtre des Bouffes du Nord
- 2009 : L'Éloignement de Loleh Bellon, mise en scène Bernard Murat, Théâtre Édouard VII
- 2010 : Lettres à Génica, lecture à partir d’extraits d’œuvres d’Antonin Artaud, Théâtre de l'Atelier
- 2014 : Dispersion (Ashes to ashes) d'Harold Pinter, mise en scène Gérard Desarthe, Théâtre de l'Œuvre, Théâtre des Célestins
- 2015 : Home (en) de David Storey, mise en scène Gérard Desarthe, Théâtre de l'Œuvre
- 2016 : Dispersion (Ashes to ashes) d'Harold Pinter, mise en scène Gérard Desarthe, tournée
- 2018 : Heureux les heureux de Yasmina Reza, théâtre Hébertot
- 2022 : Bérénice de Jean Racine, mise en scène Muriel Mayette, La Scala Paris

## Discographie
- 1987 : Feu la cendre, livre audio, avec Jacques Derrida, éditions des femmes, coll. « Bibliothèque des voix ».
- 1997 : Narratrice pour la production de L'Histoire du soldat d'Igor Stravinsky (auvidis-v4705) , réeditée par Naïve en 2013 (Naïve – V 5371)

## Publications
- Collectif, Jardins d'enfance : Nouvelles (préface de Carole Bouquet), recueil de textes d'une vingtaine d'auteurs, Le Cherche midi, 2001, 180 p.  (ISBN 2862749192 et 978-2862749198).
- Carole Bouquet et Martine Brousse, Enfants maltraités. Occupons-nous de ce qui ne nous regarde pas, Le Cherche midi, 2019, 192 p.  (ISBN 978-2749161600).

## Distinctions

### Récompenses
- César 1990 : César de la meilleure actrice pour Trop belle pour toi[3]..

### Nominations
- César 1985 :  César de la meilleure actrice dans un second rôle pour Rive droite, rive gauche

### Décoration
- Commandeure de l'ordre des Arts et des Lettres (2011)[22]